# Tunnel di Malpas

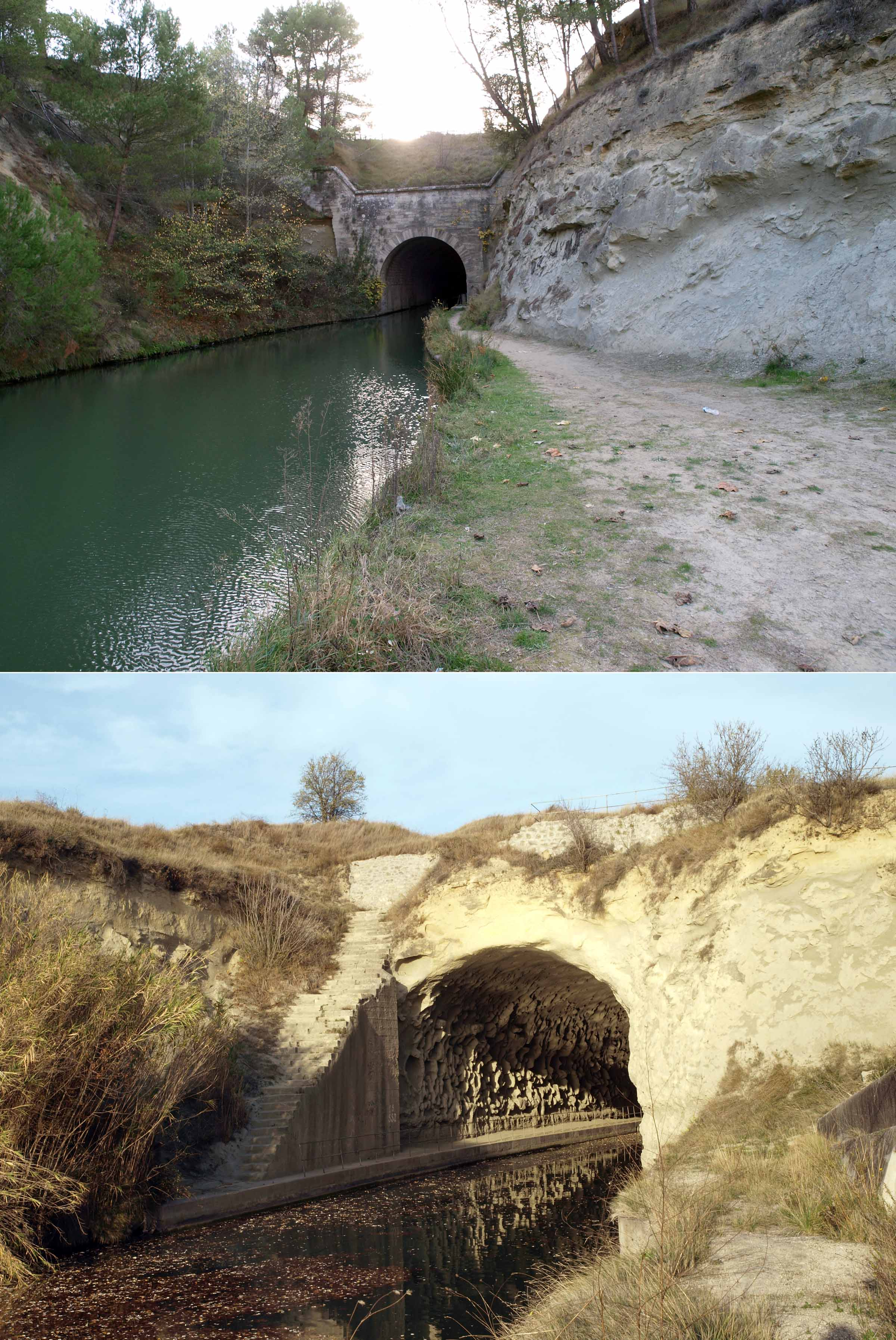
I due ingressi del tunnel di Malpas sul Canal du Midi.

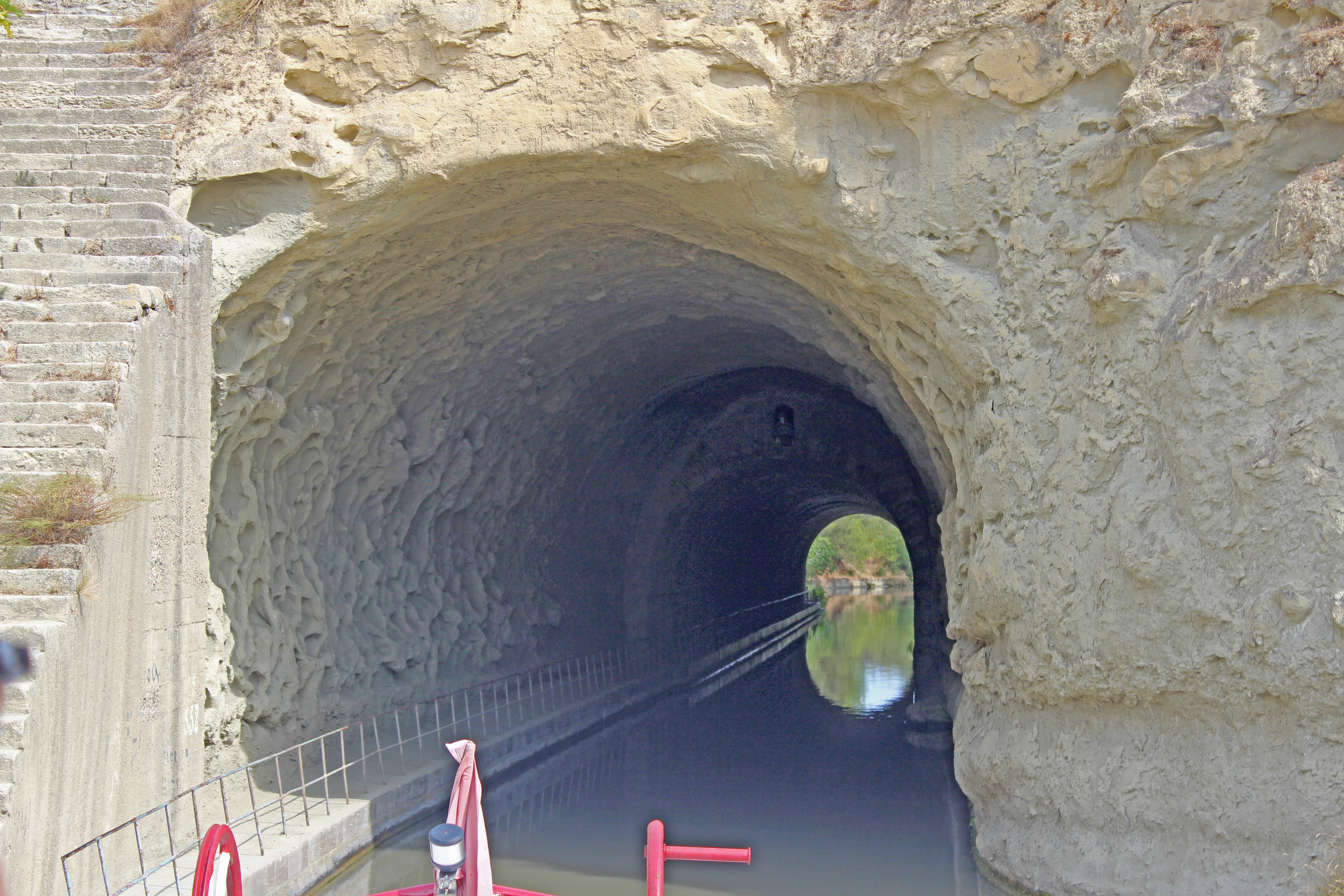
Visualizza attraverso il tunnel.

Il tunnel di Malpas è un tunnel scavato nel 1679-1680 sotto la collina d'Ensérune nel dipartimento dell'Hérault, in Francia, al cui interno scorre il Canal du Midi. È la prima galleria costruita per farvi passare un canale navigabile ed è il simbolo dell'ostinazione dell'ingegner Pierre-Paul Riquet, promotore e realizzatore dell'intero canale.

## Storia
Allorché il cantiere del Canal du Midi raggiunse la collina d'Ensérune, lo sconcerto fu grande. Sotto qualche metro d'un suolo molto duro si nascondeva una montagna di arenaria estremamente friabile, soggetta a franare con facilità. Il ministro Jean-Baptiste Colbert, immediatamente informato della situazione, fece interrompere i lavori. I detrattori di Riquet sembrarono aver raggiunto il loro scopo: la galleria venne riempita ed il cantiere smantellato. Il progetto complessivo del canale era ora minacciato, e Colbert annunciò la visita di una commissione reale per deciderne l'avvenire. Riquet stava per perdere la sua scommessa: aveva preferito attraversare quella collina anziché seguire il consiglio del cavaliere Louis Nicolas de Clerville, architetto del re di Francia Luigi XIV, che proponeva di attraversare il fiume Aude. In realtà l'attraversamento del fiume avrebbe comportato un handicap maggiore, perché avrebbe significato interrompere il traffico commerciale.
Nonostante i rischi Riquet domandò allora al capo-mastro Pascal de Nissan di continuare i lavori in gran segreto, anche perché aveva scoperto che sotto la stessa collina esisteva già un altro canale, scavato nel XIII secolo per prosciugare lo stagno di Montady. In meno di 8 giorni venne realizzato un piccolo tunnel di prova, sostenuto da una volta di cemento da un'estremità all'altra e, quando l'intendente Daguesseau arrivò per l'ispezione, Riquet lo condusse a visitare la galleria al lume delle torce persuadendolo a dare il proprio assenso alla prosecuzione dell'opera. Il cantiere per l'escavazione del tunnel vero e proprio durò diversi mesi, dall'autunno del 1679 fino alla primavera 1680, e fu l'ultimo grande cantiere realizzato da Riquet, che morì qualche mese dopo.

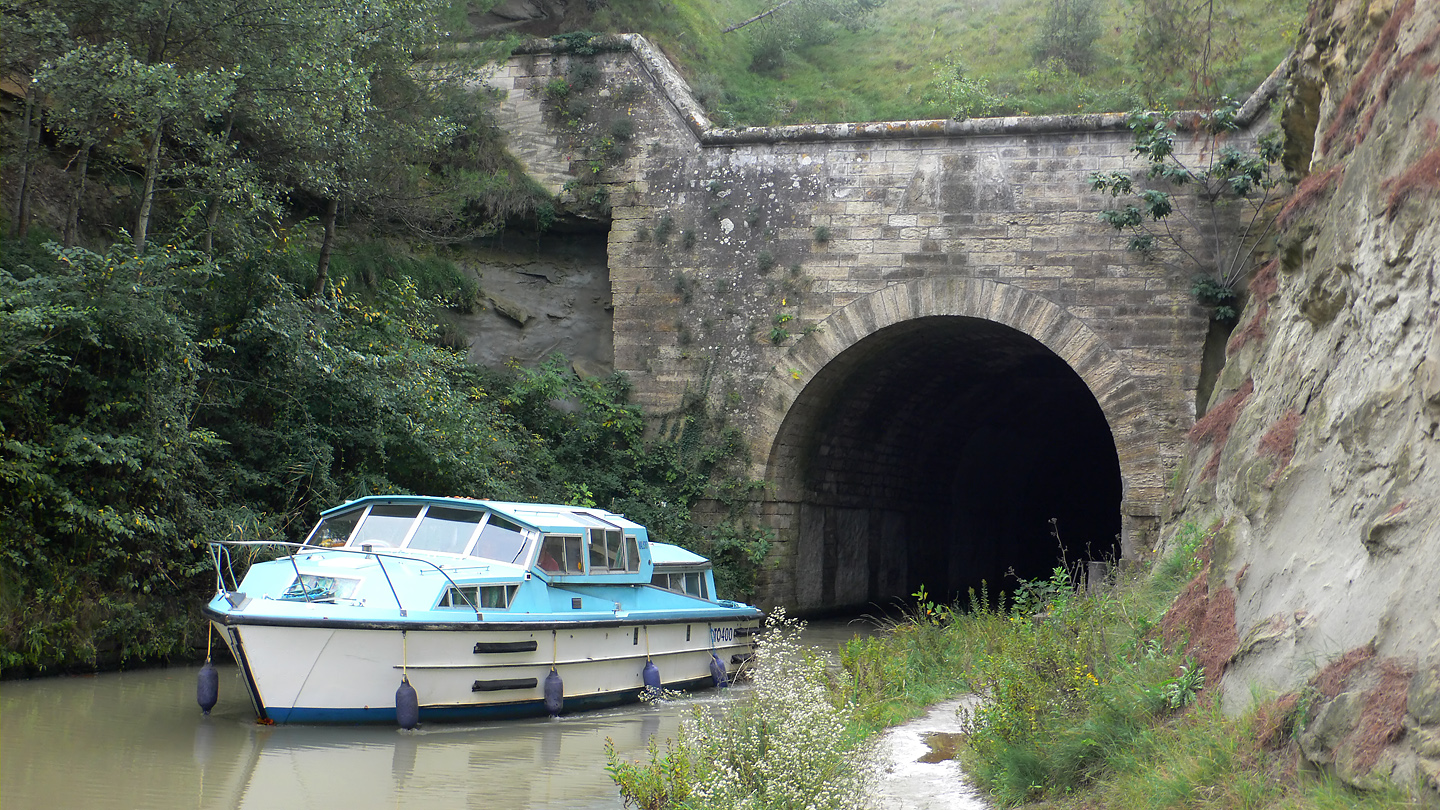
Un'imbarcazione esce dal tunnel.

## Caratteristiche e denominazione
Lungo 173 metri, largo 6 ed alto 8,5, con 30 archi per il sostegno della volta, il tunnel permise di evitare una chiusa supplementare al tracciato del canale e confermò la determinazione di un uomo contro i suoi detrattori che, stando a una tradizione falsa quanto diffusa, avrebbero ottenuto la loro rivincita affibbiando alla contestata galleria il nome Malpas (cioè "brutto passo", ma che può anche essere interpretato come "passaggio sbagliato"). In realtà il nome Malpas, d'origine occitana, deriva semplicemente dal col du Malpas, l'altura sotto la quale il tunnel venne scavato e che è la vera responsabile della cattiva reputazione di quel modesto valico.
Sotto il tunnel di Malpas, nel XIX secolo è stata scavata una galleria per la linea ferroviaria Béziers-Narbonne, quindi oggi la collina d'Ensérune è percorsa, a diversi livelli da ben tre tunnel: dall'alto in basso, quello del canale, quello ferroviario e quello agricolo del XIII secolo.